# 中车大连机车车辆
中车大連機車車輛有限公司（英語：CRRC Dalian Locomotive & Rolling Stock Co.,Ltd.）是中國鐵路機車、動車組、城市軌道車輛及貨運車輛的製造商之一，現為中華人民共和國國有企業，屬中国中车的子公司。老厂区設於遼寧省大連市沙河口區，新厂区設於遼寧省大連市旅顺口區旅顺开发区。

## 历史

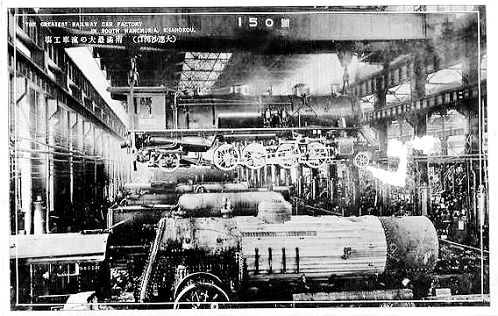
大连沙河口满铁机车工厂

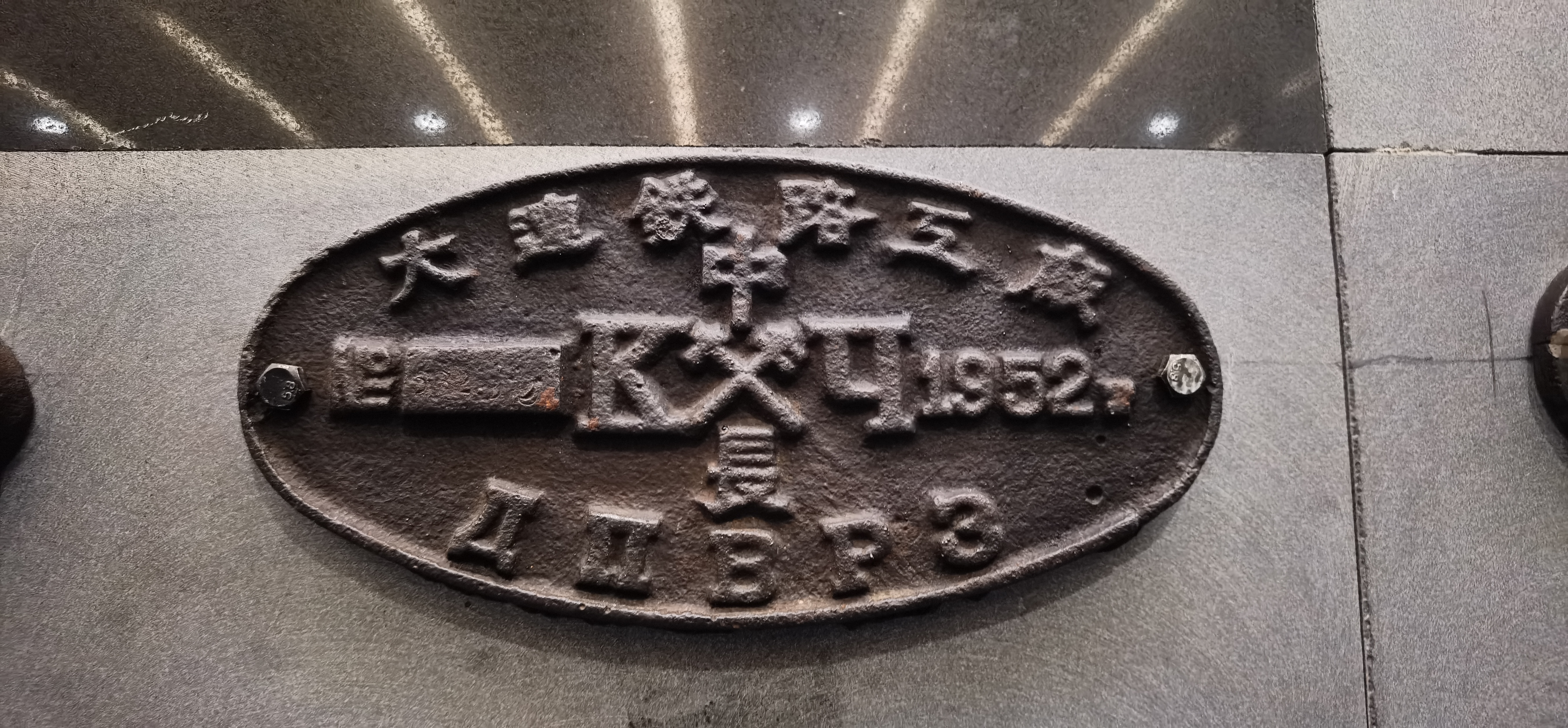
中国铁道博物馆所藏的中长铁路大连铁路工厂时期铭牌

该公司的前身最早为1899年由俄罗斯东清铁路设立的沙河口工场，至1905年被日本控制的南满铁路（满铁）收归旗下，改称满铁沙河口工场。1945年8月中国抗日战争结束，苏联从日本手上接收满铁，公司因而改属长春铁路，至1949年苏联把原满铁设施归还予中国，工厂便改名成为大连机车车辆厂。自1952年起，大连机车便成为铁道部的旗下铁路车辆公司。至2000年，原行业性管理公司——中车公司分拆成南车集团及北车集团，大连机车被划归为中国北方机车车辆工业集团公司。2002年3月，公司名称改为中国北车集团大连机车车辆有限公司。
认证方面，公司于1995年取得ISO9001及9002品质认证。至2002年4月取得ISO14000国际认证。2007年10月底，公司通过ISO9001:2000品质认证复审。
2002年，大连机车与日本东芝共同成立“大连东芝机车电气设备有限公司”，双方各佔50%股权。
原铁道部部长刘志军于2003年上任后，提倡跨越式发展，鼓励铁路车辆制造公司与外国公司合作及引进先进技术，大连厂选择与日本东芝、德国庞巴迪（Bombardier）及美国EMD合作。
2011年3月，大连机车的全资子公司，北车（大连）柴油机有限公司正式运行，负责生产适用于内燃机车、船只、发电用柴油机。
2015年6月1日，随着中国南车股份有限公司（CSR）与中国北车股份有限公司（CNR）合并成的中国中车股份有限公司的成立，该公司更名为中车大連機車車輛有限公司。
2021年2月8日，由中车大连机车车辆有限公司制造的7台出口阿联酋内燃机车运抵辽宁大連港即将发运，这是中国机车首次出口阿联酋。该批机车将用于中国土木工程集团有限公司阿联酋联邦铁路二期工程建设。
2022年9月28日，中车大连公司举行搬迁仪式，正式由沙河口区中长街老厂区迁至旅顺口区新厂区。

## 产品

### 蒸汽机车
- 满铁G1型 （パシニ形）
- 满铁PF5型 （パシコ形） （→中国国铁SL5型蒸汽机车）
- 满铁PF7型 （パシナ形） （→中国国铁SL7型蒸汽机车）
- 满铁CS4型 （ソリシ形）
- 满铁MK1型 （ミカイ形） （→中国国铁JF1型蒸汽机车）
- 满铁MK5型 （ミカコ形） （→1938年編入ミカイ形,中国国铁JF1型蒸汽机车）
- 前进型 （QJ）
- 建设型 （JS）

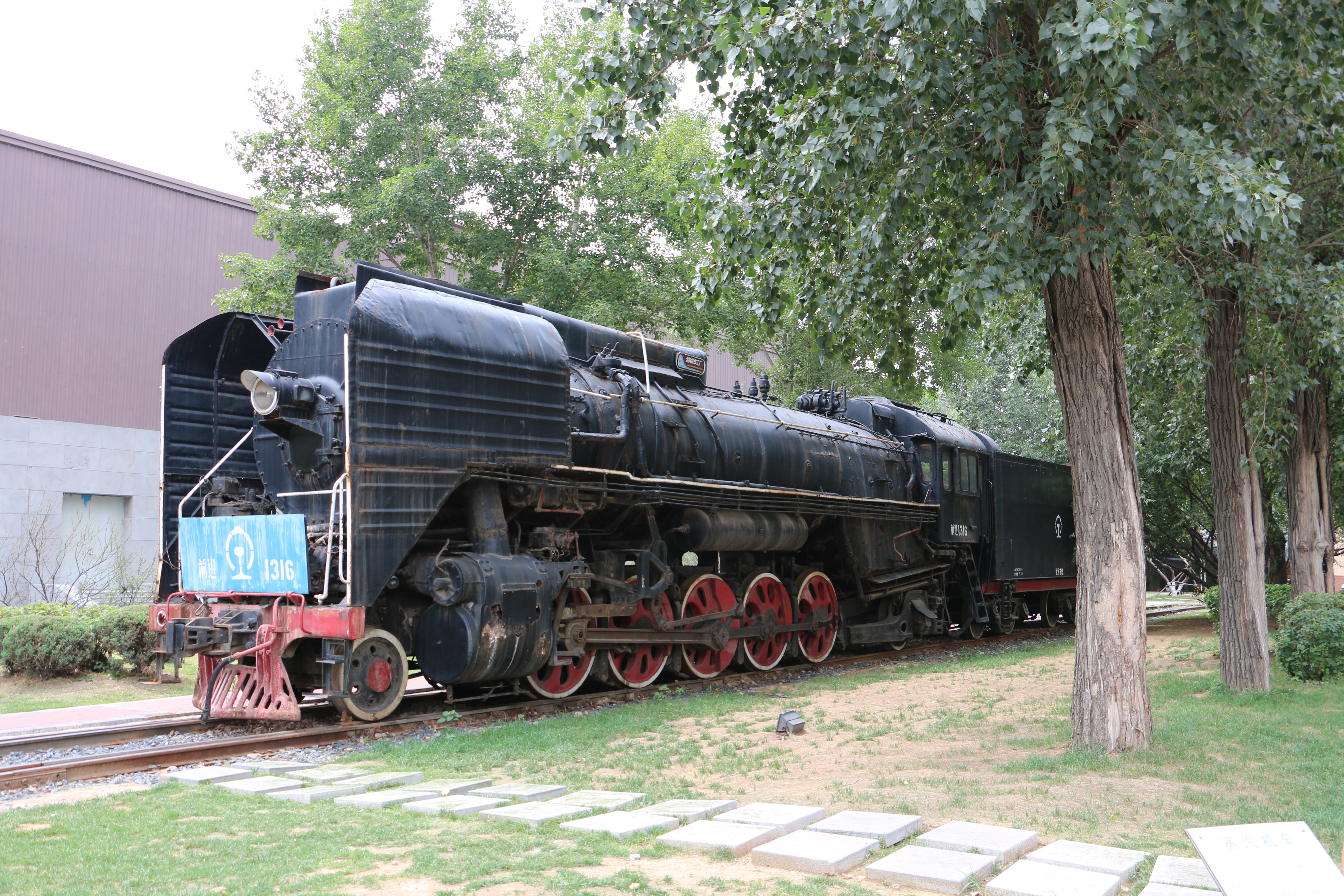
前进型蒸汽机车

### 柴油机车
- 东风4型（0、2000系列）
- 东风4B型（1000、2100、7000系列）
- 东风4C型（4000系列）
- 东风4D型（0、3000、4000、7000、9000系列，當中9000系列为出口伊朗产品）
- 东风4DD型（0000、1000、4000系列）
- 东风4DF型（0000、4000系列）
- 东风4DJ型（交流传动，与西门子合作开发）
- 东风5B型
- 东风5BG型
- 东风5D型
- 东风6型
- 东风8B型（DF8B-3001  新3000系列）
- 东风10型
- 东风10D型（0000、1000系列）
- 东风10F型（0、2000系列）
- 东风11型（DF11-3001）
- NZJ2型「神州」号（摆式列车）
- NZJ2型「金轮」号（摆式列车）
- HXN3型（与EMD合作制造）
- HXN3B型
- FXN3型（其衍生型號為FXN3-J，用於CR200JS-G雙源高原動力集中動車組之內燃動力端，另一端為中車株機製造的HXD1D-J型電力機車）
- FXN3-A型（採用油電混合動力技術，其衍生型號為FXN3-A-J，用於CR200Jx-N内电混燃型動力集中動車組）

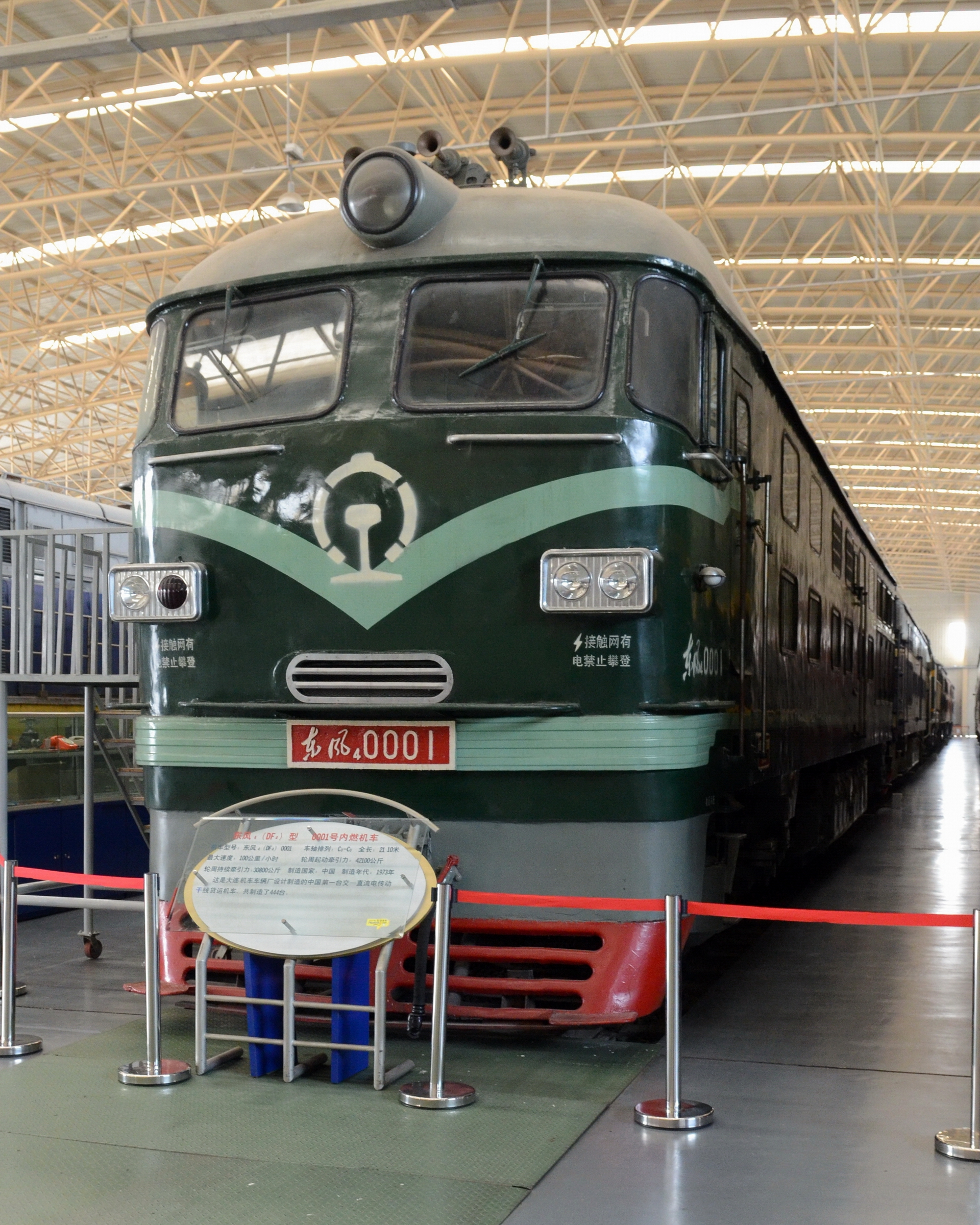
东风4型柴油机车
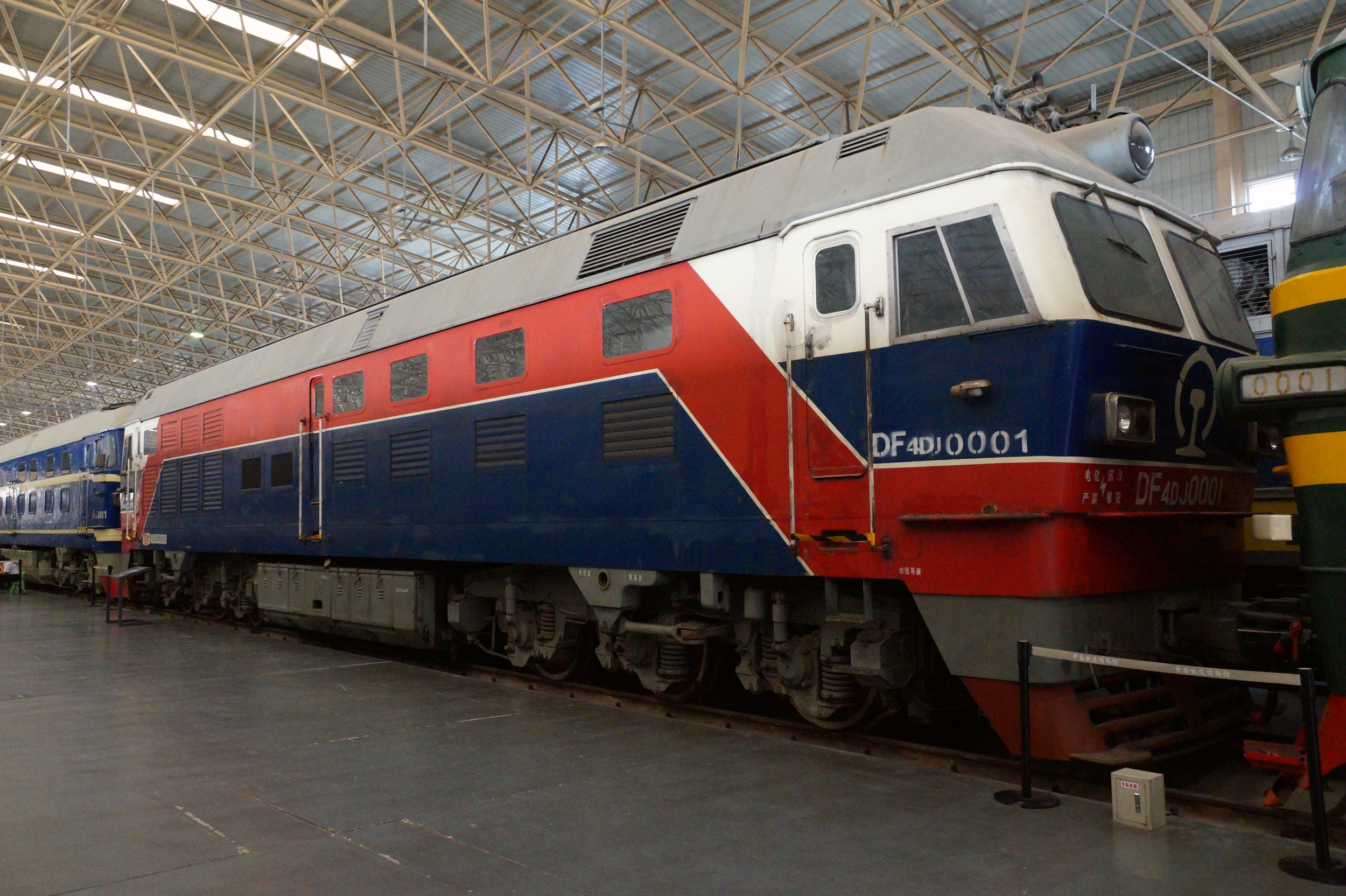
东风4DJ型柴油机车
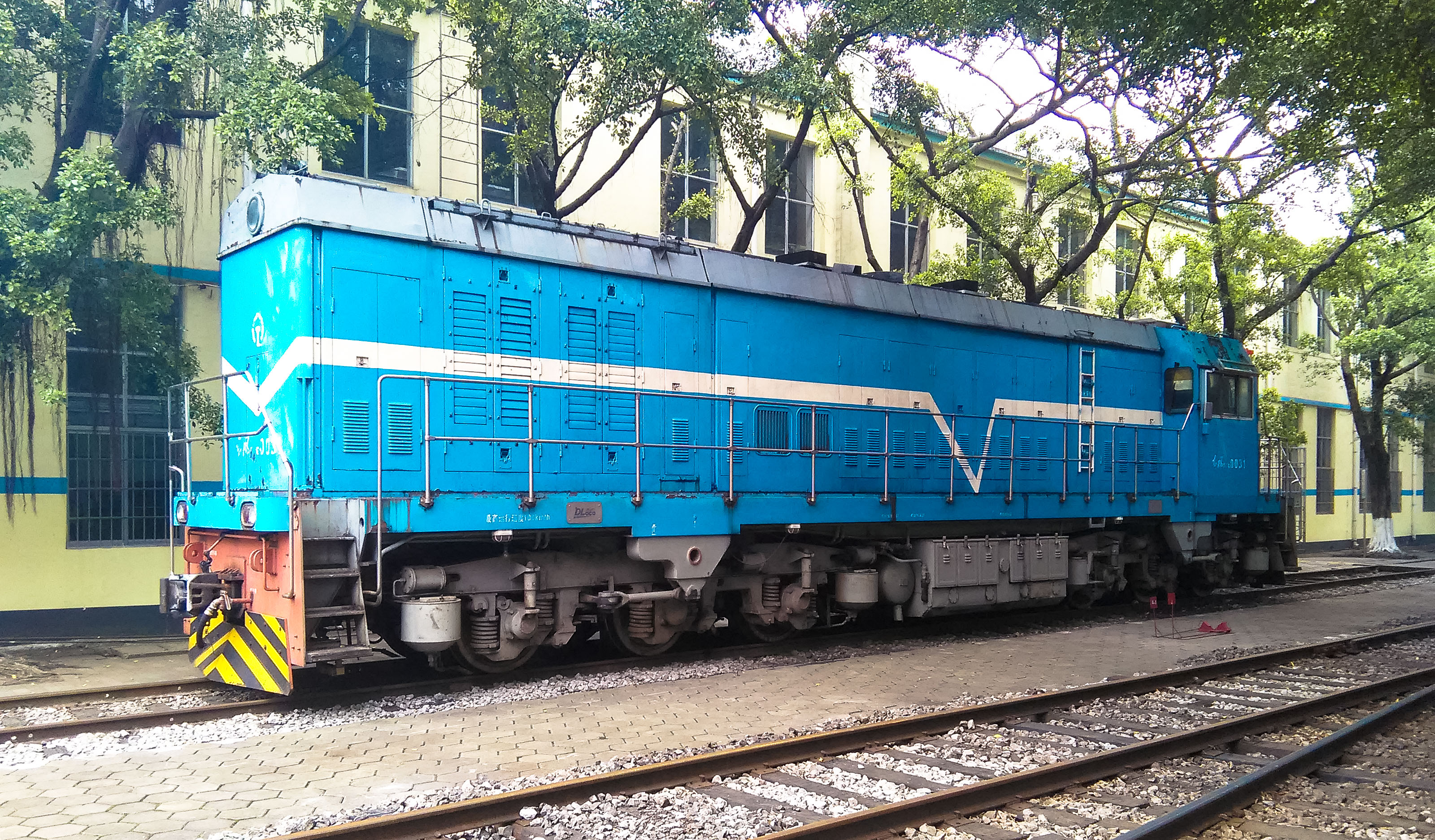
东风5B型柴油机车
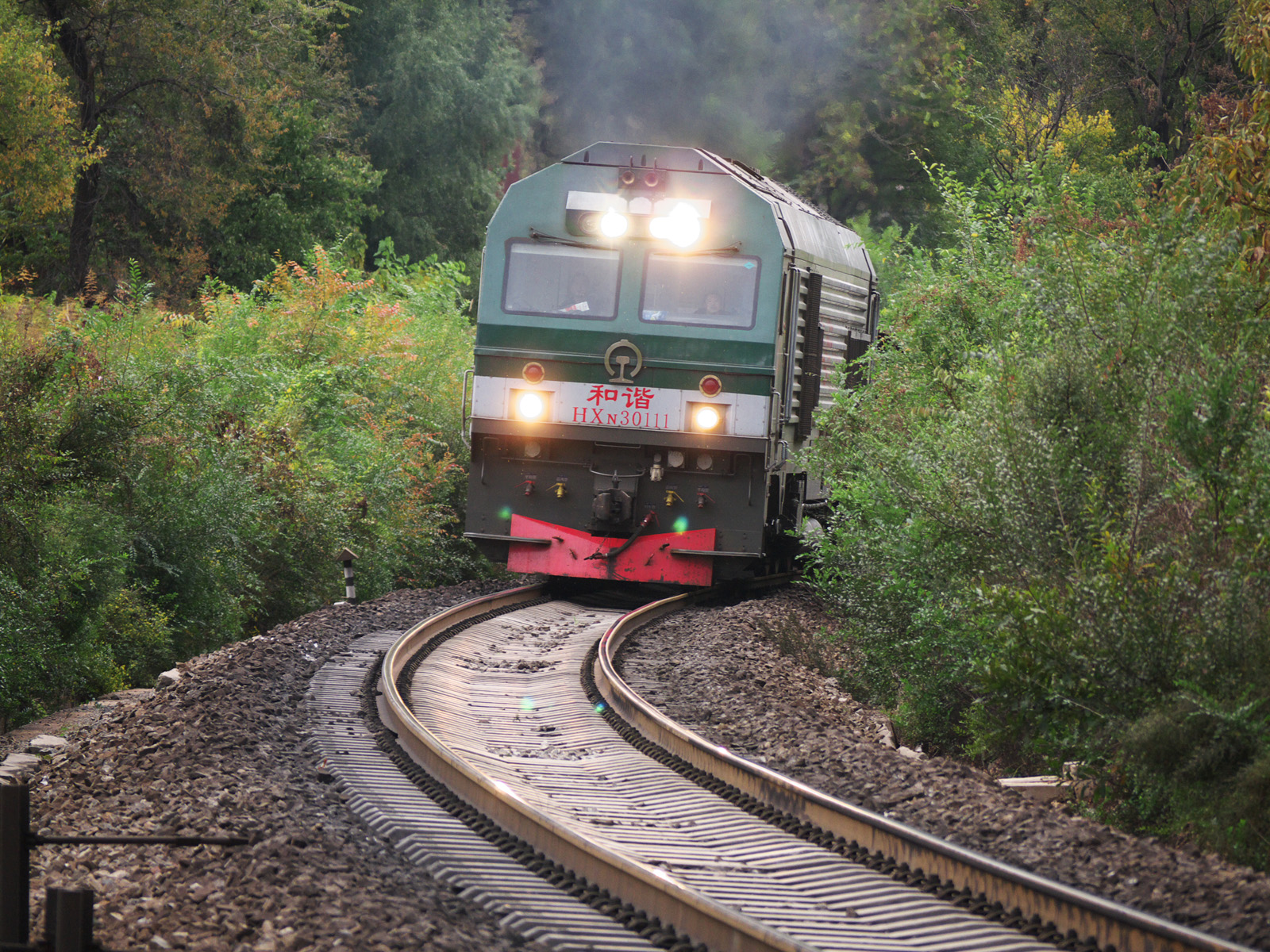
HXN3型柴油机车
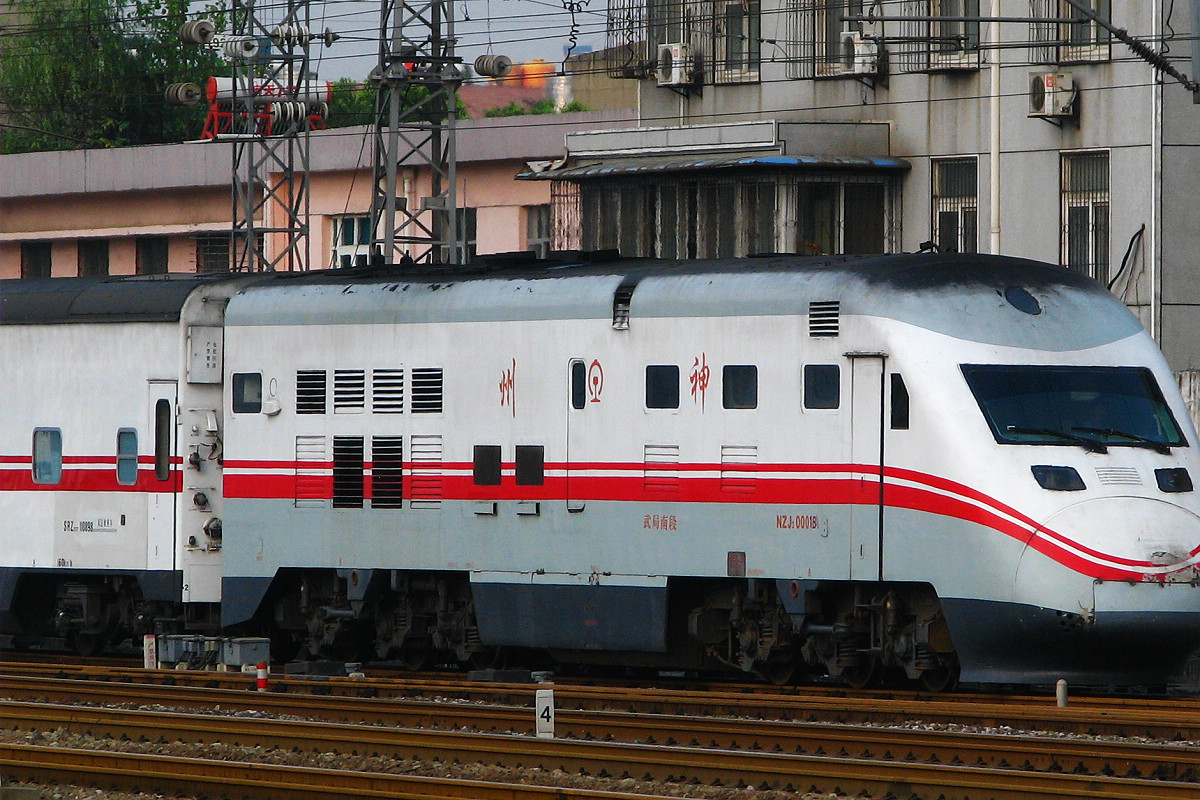
神州号型柴油动车组

### 出口柴油机车
- CKD0（出口土耳其）
- CKD0A（出口香港）
- CKD4A（出口朝鲜）
- CKD4B（出口蒙古国）
- CKD5（出口刚果民主共和国）
- CKD7（出口缅甸）
- CKD7C（出口刚果民主共和国）
- CKD8A（出口尼日利亚）
- CKD8B（出口坦赞铁路）
- CKD8C（出口马来西亚）
- CKD8D（6200系列，出口巴基斯坦）
- CKD8E（交流传动，出口马来西亚）
- CKD9（6100系列，出口巴基斯坦）
- CKD9B（DL型，出口新西兰KiwiRail）
- DF10FI（出口伊拉克）
- DF10DDB （出口沙特阿拉伯）

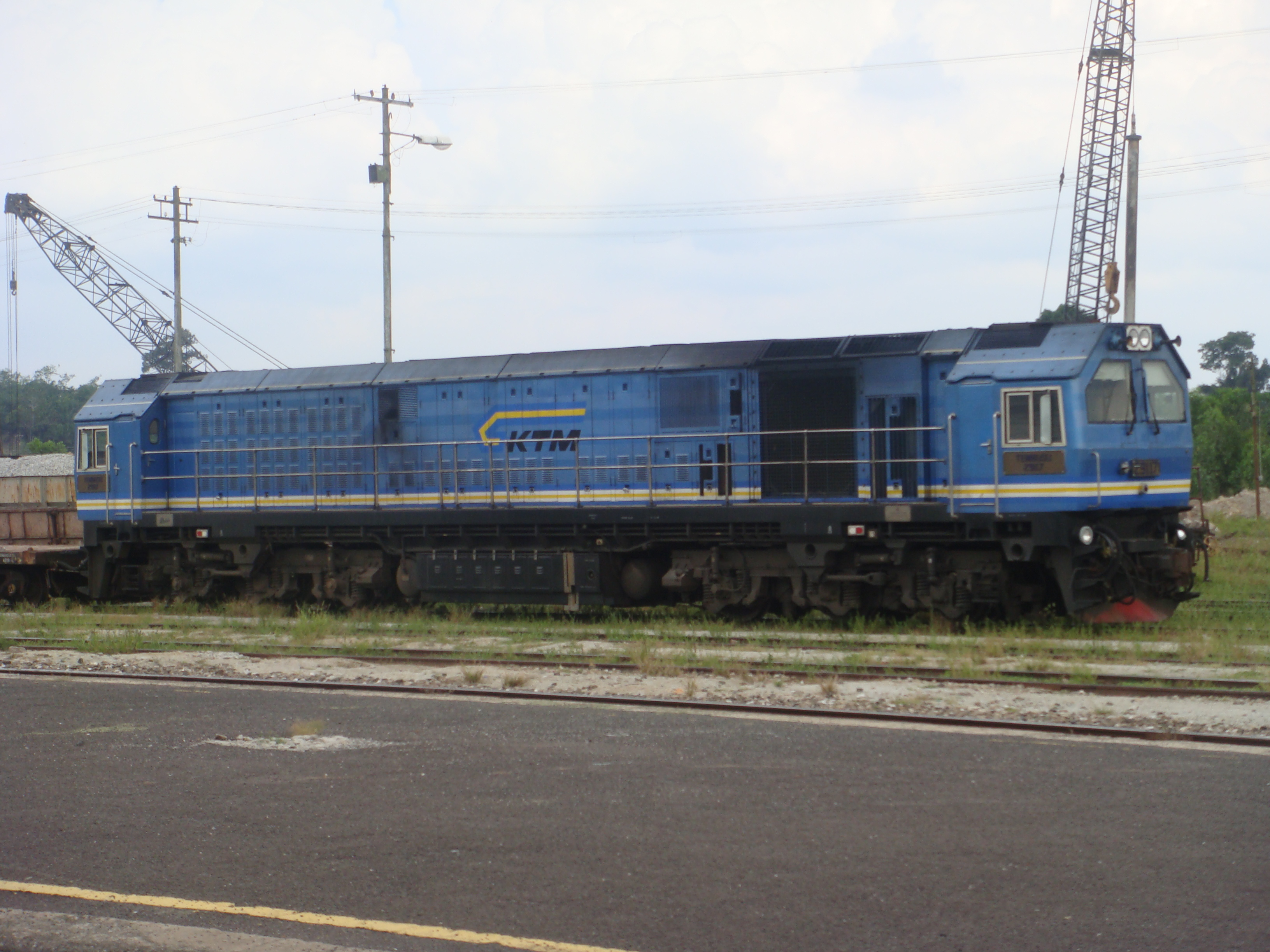
29型柴油机车
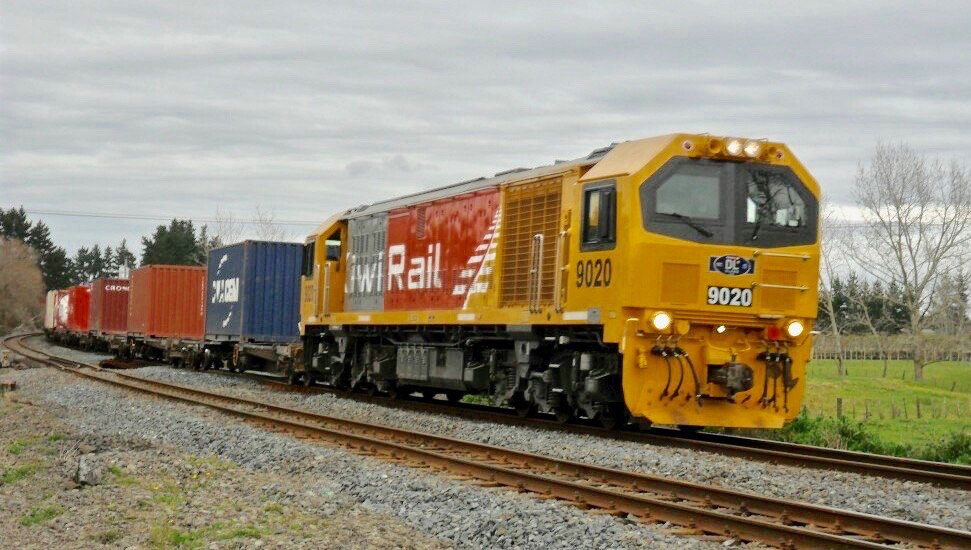
DL型柴油机车
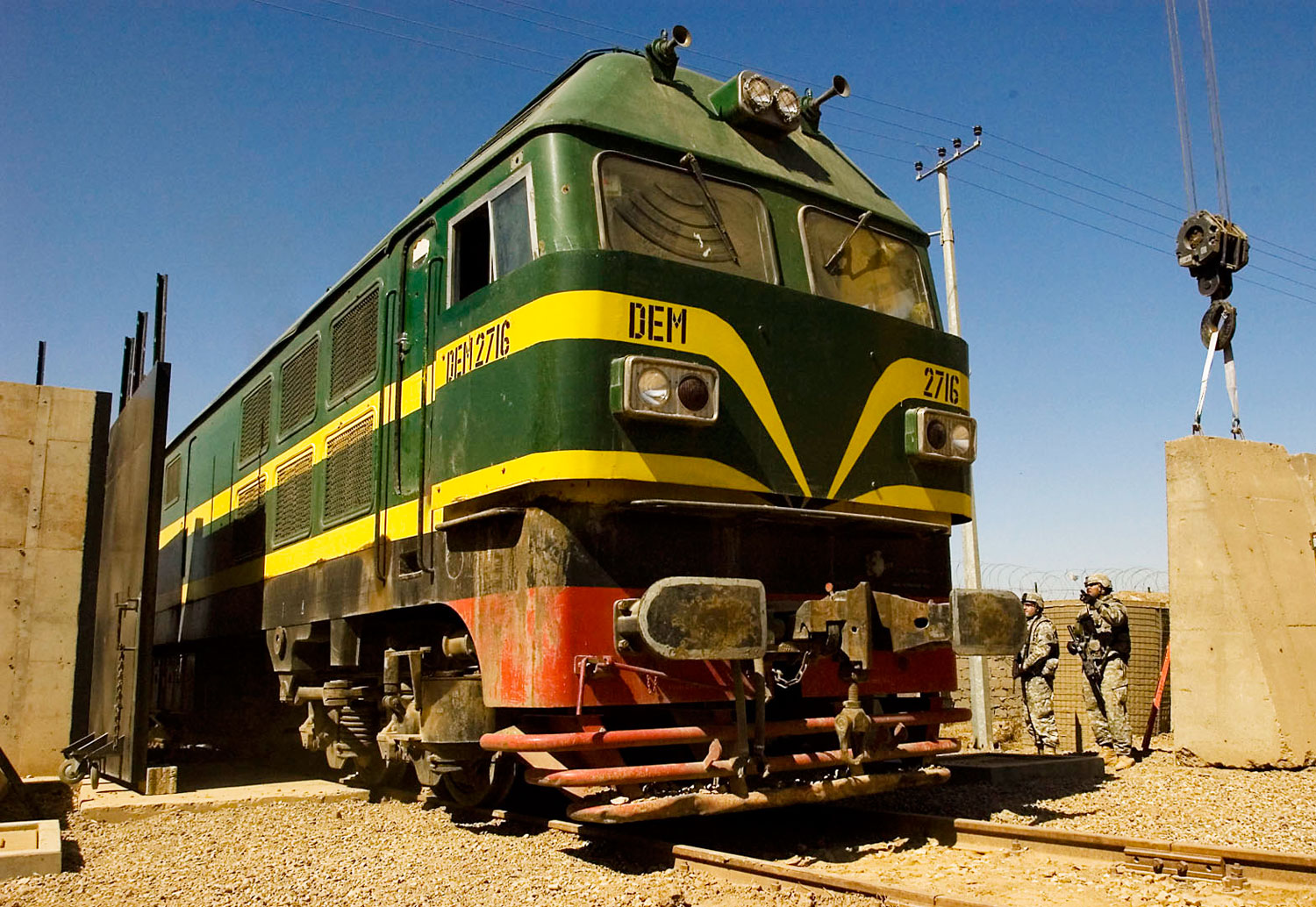
DF10FI型柴油机车

### 工矿机车
- GK1L型工矿机车
- GKD1型工矿机车（0000、4000系列）
- GKD1A型工矿机车
- GKD0型工矿机车
- GKD0A型工矿机车（遥控调车机）
- GKD01型工矿机车
- GKD02型工矿机车
- GKD03型工矿机车
- GKD2型工矿机车（0000、9000系列）
- GKD5型工矿机车
- GKD5B型工矿机车
- GKD5C型工矿机车

### 电力机车
- SS3B（7001）
- SS4（7000系列）
- SS7E（7001-7005）
- SSJ3 / HXD3（与东芝合作开发，部份交由北京二七軌道交通裝備及大同电力机车生产）
- HXD3A
- HXD3B（与庞巴迪合作开发）
- HXD3C（部份交由北京二七轨道交通装备生产）
- HXD3D
- FXD3（其衍生型號為FXD3-J，用於CR200J3動力集中動車組之動力車，短編組採單機運行，另一端為控制拖車方式編組，長編組則採雙機兩端推拉式運行）

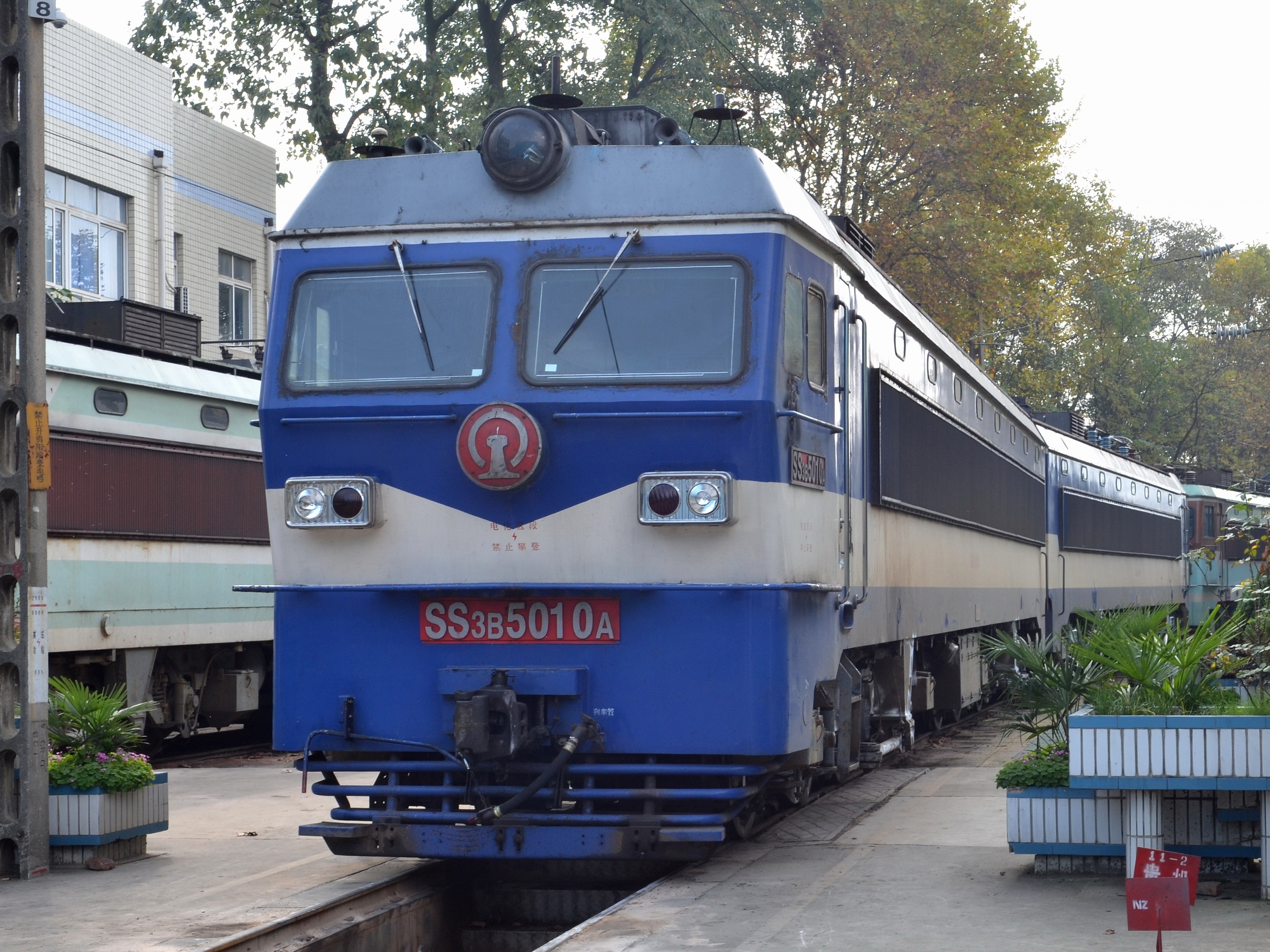
大连生产的韶山3B型电力机车
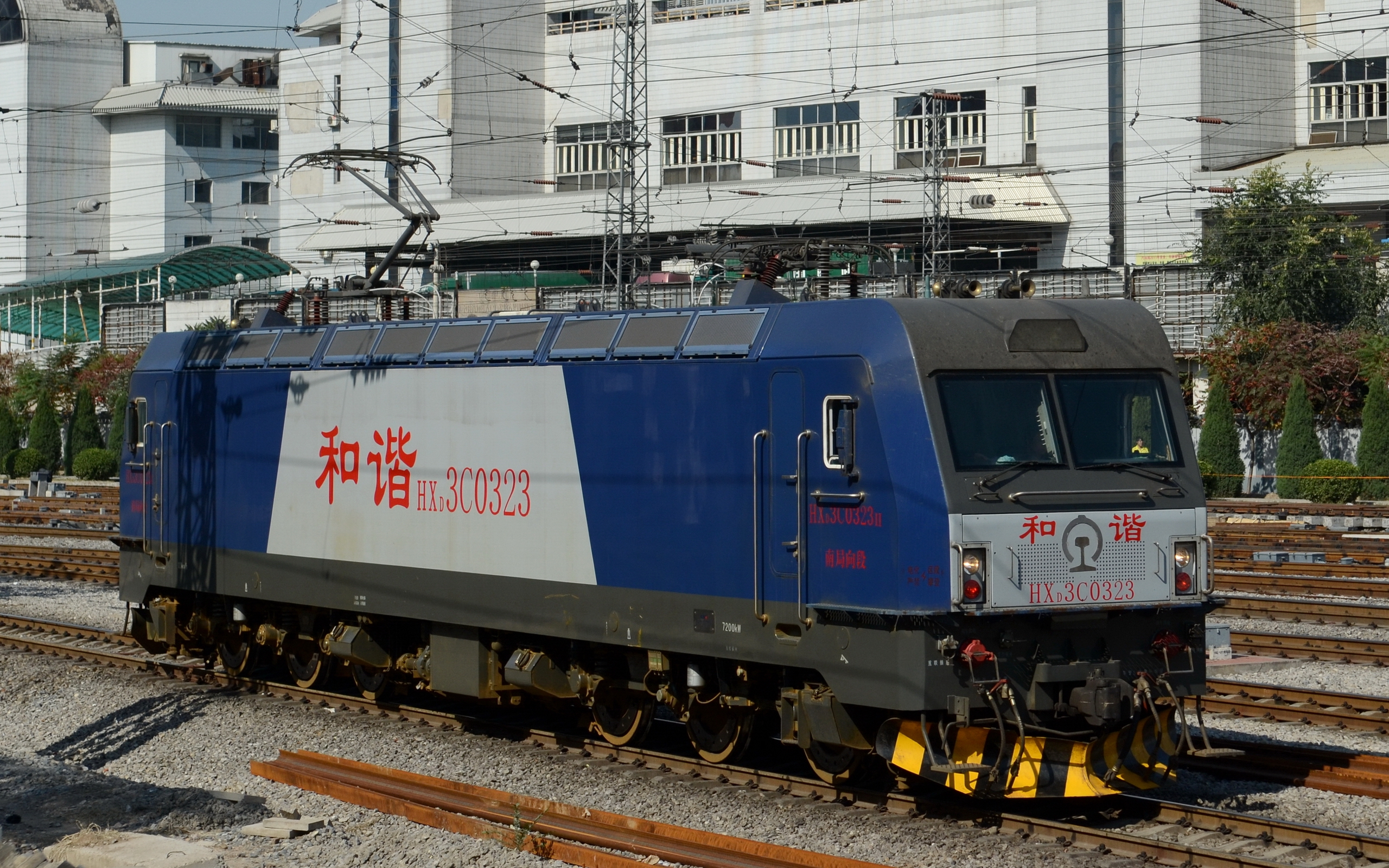
和谐3C型电力机车
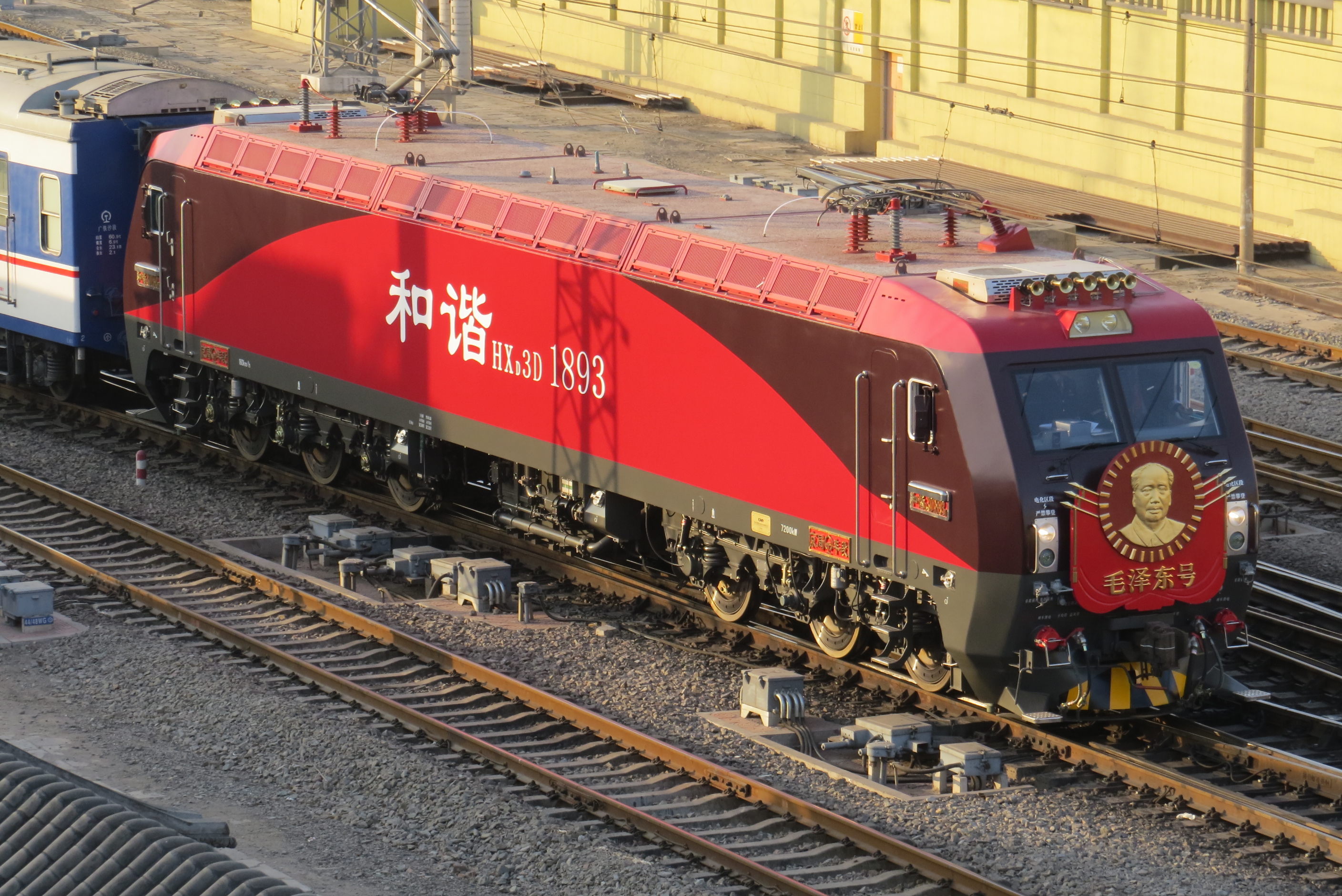
和谐3D型电力机车（毛泽东号）

### 内电双源机车
- FXSY（專運處内电双源分立式机车，僅生產內燃端FXSY-000xB，電力端FXSY-000xA則由中車株機製造）
- FXSY3（客貨運兩用内电双源集成式机车，電力功率7200kw、內燃功率3000kw）

### 出口电力机车
HXD3C（部份交由北京二七軌道交通裝備生产，亦有出口至老挝和乌兹别克斯坦）

### 地铁列车
- 大连地铁所有在线运营的车辆
- 西安地铁1号线车辆
- 沈阳地铁1号线部分车辆（第一批后6列、主线增购列车10列及东延线增购列车27列）
- 天津地鐵2號線列車
- 广州地铁13号线A7型列车、A11型列车
- 沈阳地铁3号线、沈阳地铁4号线、沈阳地铁9号线、10号线所有运营车辆
- 沈阳地铁2号线南延线增购车辆（共43列）

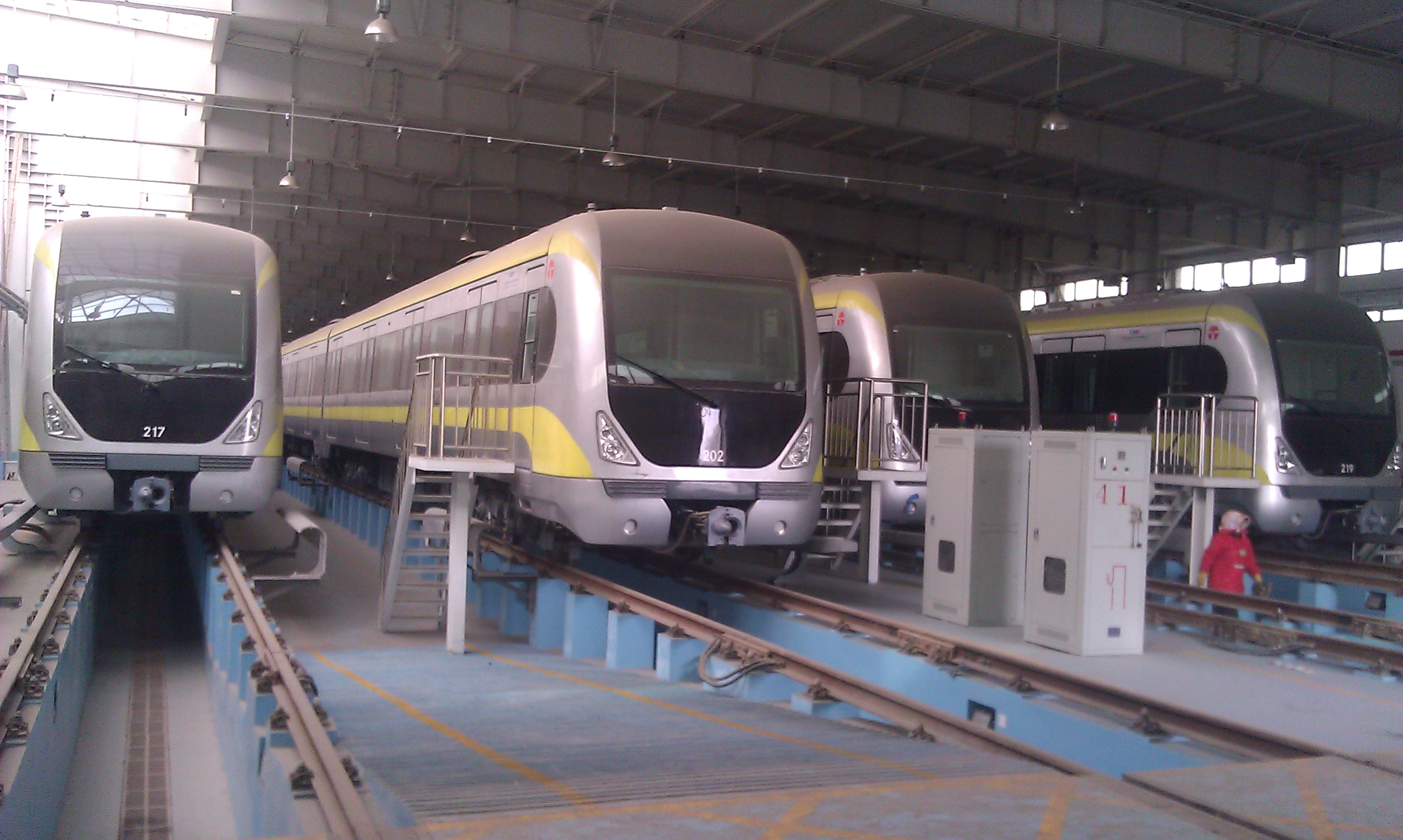
天津地铁二号线列车

### 轻轨列车
- 香港輕鐵第四期列車（編號1112，1118車架）
- 珠海有轨电车车辆（日立軌道義大利技术引进[4]）
- 北京地铁西郊线车辆（日立軌道義大利技术引进）
- 大连有轨电车202路FG4型有轨电车（日立軌道義大利技术引进）

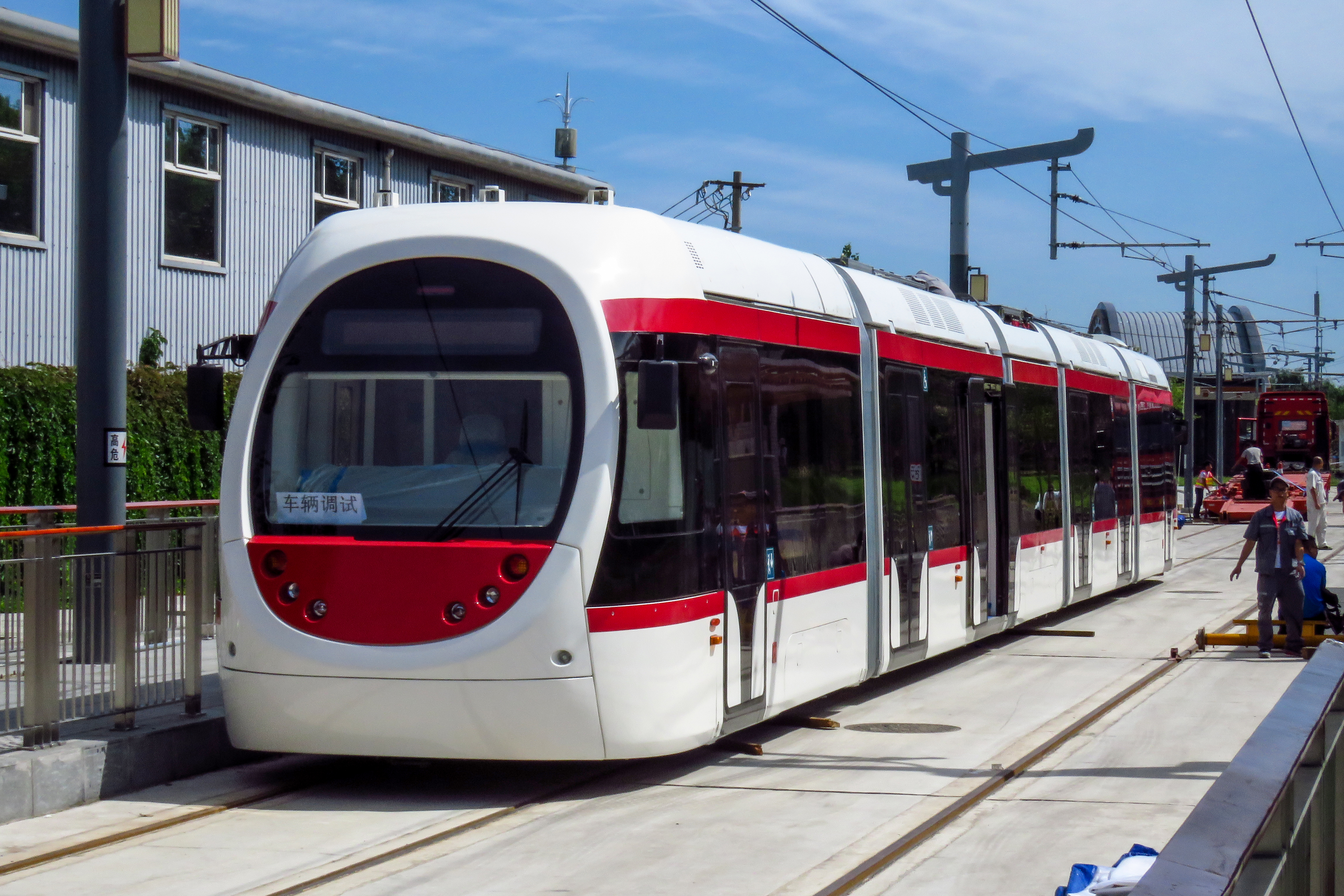
北京地铁西郊线列车
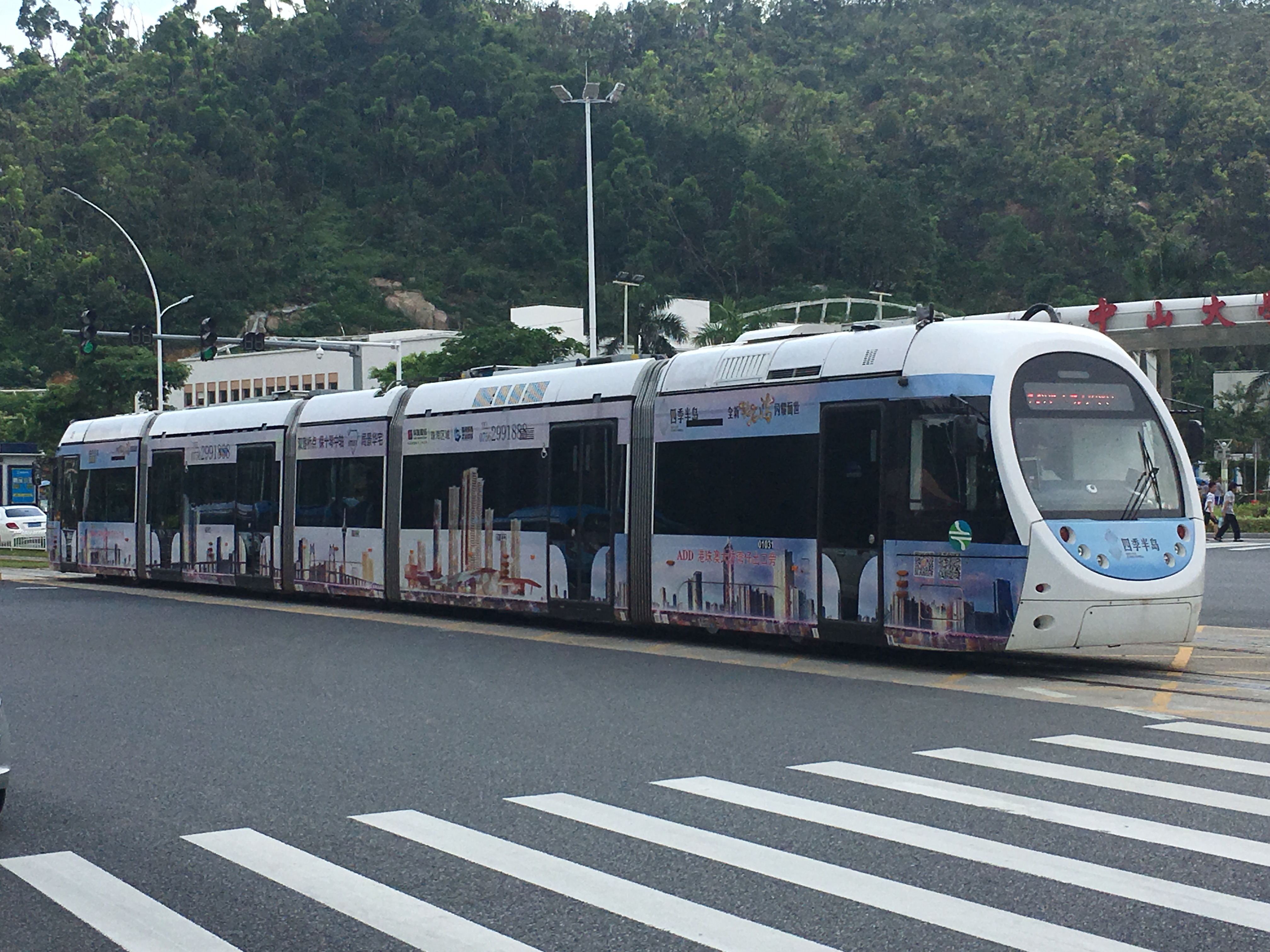
珠海有轨电车列车
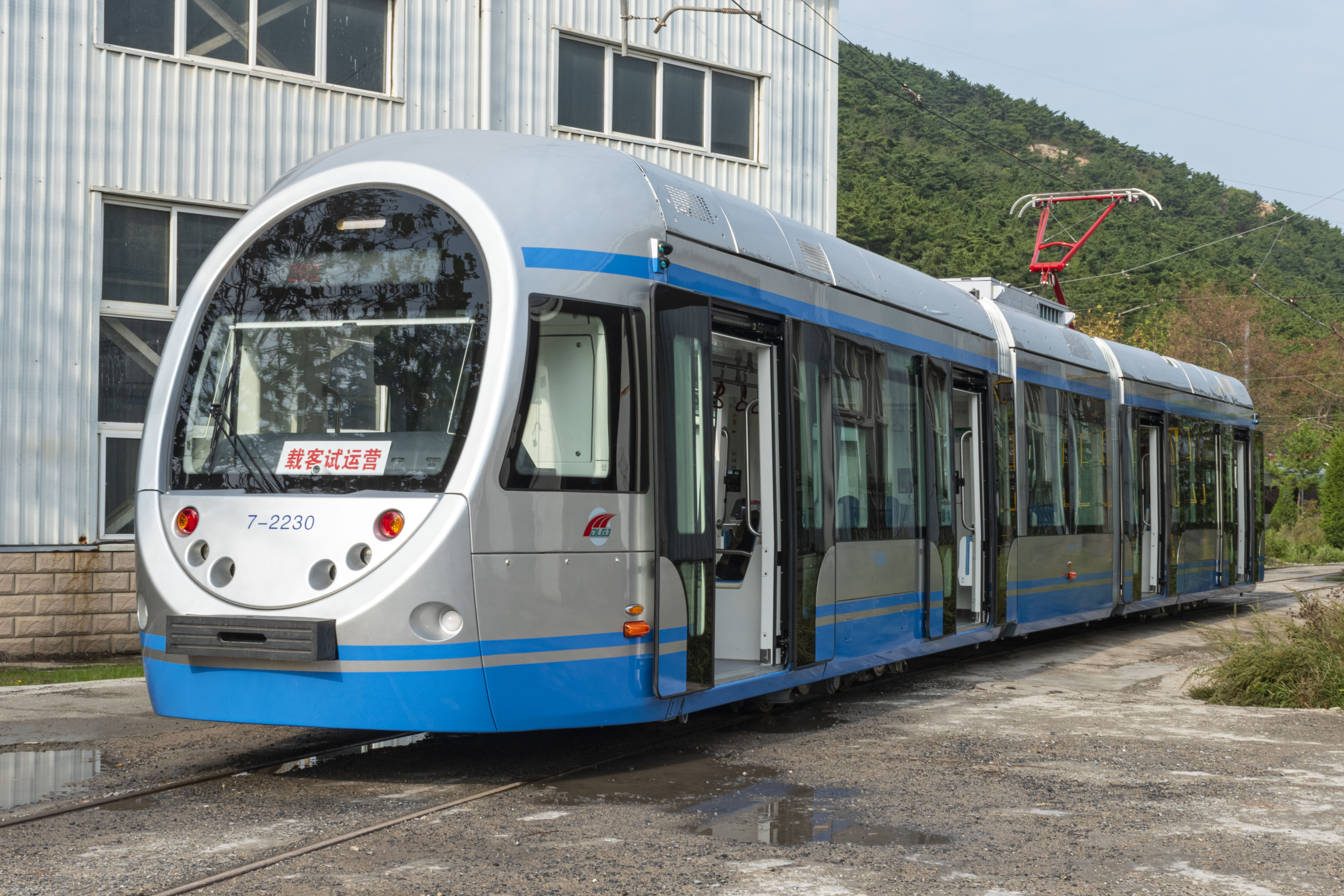
大连FG4型有轨电车

### 客车
- 滿鐵7型一等臥車（イネ7形）
- 滿鐵8型一等客車（イ8形）
- 滿鐵8型餐車（シ8形）